# Laurel H. Turk
Laurel H. Turk fue un hispanista estadounidense.
Enseñó en la Universidad DePauw (Greencastle, Indiana) desde 1928 como profesor de lenguas románicas y desempeñó la cátedra de esta materia algunos años. Organizó varias actividades deportivas y ecribió muchos libros de texto de enseñanza del español como lengua extranjera; se retiró en 1968 de la enseñanza activa, si bien continuó revisando sus libros hasta 1993. 
Escribió, junto a Carlos A. Solé y Aurelio M. Espinosa Spanish On Your Own, Boston: Houghton Mifflin Company, 2000.
- Datos: Q5971774